# Großfußtapaculo

Verbreitungsgebiet (grün) des Großfußtapaculos in Peru

Der Großfußtapaculo, auch Großer Einfarbtapaculo genannt, (Scytalopus macropus) zählt innerhalb der Familie der Bürzelstelzer (Rhinocryptidae) zur Gattung Scytalopus.
Die Art ist in Peru endemisch auf den Osthängen der Zentralanden von der Region Amazonas bis Region Junín.
Das Verbreitungsgebiet umfasst Unterholz im tropischen oder subtropischen feuchten Bergwald mit Laubmoosen und Waldrändern zwischen 2400 und 3500 m Höhe.
Das Artepitheton kommt von altgriechisch μακρός makros, deutsch ‚groß‘ und altgriechisch πούς poús, deutsch ‚Fuß‘.

## Merkmale
Der Vogel ist 14 cm groß, das Männchen wiegt zwischen 36 und 43, das Weibchen zwischen 32 und 33 g. Die Art ist damit der größte Vertreter seiner Gattung. Sie ist gleichmäßig schwärzlichgrau, die Iris und die unverhältnismäßig großen Füße sind dunkelbraun, der Schnabel schwarz. Jungvögel sind etwas blasser dunkelgrau, auf der Oberseite mit dunkelbraunen, auf der Unterseite mit hellen Federspitzen.
Die Art ist monotypisch.

## Stimme
Der Gesang wird als monotone, über mehr als eine Minute anhaltende Folge von Tönen im Abstand von 0,3 Sekunden beschrieben, normalerweise mit einem höheren Laut endend und gerne den ganzen Tag über vorgetragen.

## Lebensweise
Über Nahrung und Brutzeit ist nichts Genaues bekannt.

## Gefährdungssituation
Der Bestand gilt als nicht gefährdet (Least Concern).